# Willi Schertle
Willi Schertle (* 22. Februar 1920 in Stuttgart; † 1979 in Freiberg am Neckar) war ein deutscher Radrennfahrer und nationaler Meister im Radsport.

## Sportliche Laufbahn
Schertle war im Bahnradsport aktiv. Er wurde 1940 Deutscher Meister im Sprint der Amateure sowie im Tandemrennen (mit Fritz Greiner als Partner). 1941 unterlag er im Finale des Meisterschaftsrennen Werner Bunzel aus Berlin. Nach dem Zweiten Weltkrieg konnte er an seine Leistungen auf der Bahn anknüpfen. 1947 gewann er erneut die Deutsche Meisterschaft im Sprint vor Willy Trost, seinem Dauerkonkurrenten dieser Zeit. Auch im 1000-Meter-Zeitfahren gewann er die Meisterschaft. 1948 gewann er die Silbermedaille, 1950 wurde es Bronze. In seiner letzten Saison 1950 gewann er 30 Bahnrennen.
Schertle startete für den Verein RSV Stuttgardia 1908, aus dem im Jahr 1971 der heute existierende RV Stuttgardia Stuttgart 1886 e. V. hervorging. Später wurde er Ehrenvorsitzender des Vereins.